# 下山家族 (臺灣)
下山家族，是一個由日本籍理蕃警察下山治平與泰雅族馬烈巴社公主貝克‧道雷開始的通婚家族。

## 歷史

### 政治婚姻
在臺灣總督府推行理蕃政策初期，下山治平成為了首批理蕃警察之一。 在該政策下，下山治平接受命令迎娶泰雅族馬烈巴社（又稱馬烈霸，戰後稱力行部落或力行村）大公主貝克‧道雷為妻；該政策規定三年期滿後此類理蕃警察可無條件與原住民女子結束婚姻關係。
此後，下山治平與貝克‧道雷維持了十五年的婚姻關係，並在最終因故與日本籍妻子及其所生下之兒女返回日本；貝克‧道雷則終生不離家鄉。
下山治平在返回日本後受頭山滿提攜，逐漸在商業上獲得成功。

### 下山一及家人
下山治平與貝克‧道雷育有長子下山一（戰後改名林光明，1914年－1994年）等四個兒女。下山一在幼年就讀於小學校，後來進入高校及臺灣總督府臺中師範學校求學；花岡一郎（賽德克族名Dakis Nomin）及花岡二郎（賽德克族名Dakis Nawi）是他的學長。
在霧社事件發生時，貝克‧道雷及其女兒身處霧社公學校操場上，並因其文面逃過屠殺，下山家族所熟識的霧社分室主任佐塚愛佑則遭殺害；佐塚愛佑之妻為泰雅族馬悉多翁社頭目的女兒亞娃依‧泰木，二人的長子後來迎娶了下山一的妹妹，次女則嫁給下山一的弟弟。
後來，下山一以下山家長孫身分迎娶日籍女性井上文枝，並從此定居臺灣。下山一在畢業後歷任霧社公學校、埔里北小學校、高等科、青年學校與溪南公學校等教職。
國民政府接收臺灣時，貝克‧道雷堅持留在家鄉，下山一與井上文枝因而在最終決定留下陪伴母親。
二二八事件發生時，謝雪紅曾求見下山一及其弟下山宏，並勸請下山一以先人發動霧社事件的精神加入其反抗政府的行列，但遭下山一拒絕。後來，下山一遭情治單位逮捕並嚴刑拷問，要求其交待謝雪紅等反抗者的去向。
不久，下山一在母親過世後遷居霧社，其全家於1954年申請歸化中華民國成功，下山一也改名林光明；但是，因身分特殊求職不易，下山一最終前往高山觀測站任職長達五年。
在下山一與在日親人重新取得聯繫後，他的異母弟曾希望動用黑龍會與中國國民黨的關係使其歸化日本，但遭下山一拒絕。
1969年，下山一自霧社電源保護站退休，並任耶穌聖靈教會牧師至1994年去世為止。